# Dancin' Homer
"Dancin' Homer" är det femte avsnittet av den andra säsongen av den amerikanska, tecknade komediserien The Simpsons. Avsnittet sändes för första gången den 8 november 1990.

## Handling
En kväll på Moe's Tavern berättar Homer Simpson hur han fick (och sedan förlorade) sitt stora genombrott. Hans berättelse börjar när kärnkraftverket bjuder in de anställda, med man/hustru och högst tre barn till en basebollmatch med Springfield Isotopes på Springfield Stadium. Under matchen sitter chefen, Montgomery Burns, bredvid Homer, och efter några öl sitter de och skriker glåpord åt spelarna (som förväntas förlora sin 27:e match i rad). Men när Homer i fyllan börjar peppa spelarna till musiken från "Baby Elephant Walk", vinner de matchen.
På grund av detta anställs Homer som Springfield Isotopes maskot, "Dancin' Homer". Tack vare hans stora entusiasm vinner de fler matcher. Homer blir sedan anställd av Antoine "Tex" O'Hara till laget i Capital City.
Familjen Simpson packar ihop sina saker, säger adjö till sina vänner och åker iväg till den stora staden. Homer är nervös över att uppträda inför en så stor publik, och han får dela scenen med den legendariska maskoten Capital City Goofball. Hans första uppträdande blir en katastrof. Han buas ut från scenen och får sparken med en gång. Här avslutar Homer sin berättelse, men upptäcker att bargästerna ändå är ganska imponerade.